# Христианство в Гане
Христианство в Гане — крупнейшая религия в стране. В ходе переписи 2010 года 71,2 % населения назвали себя христианами. Христианские религиозные праздники — Рождество и Пасха в Гане являются национальными праздниками.

## Общие сведения
Первыми христианами на территории Ганы были португальцы, прибывшие сюда во второй половине XV века. Активную миссию среди племен, населяющих Гану начали протестанты в XIX веке. XX век характеризовался широким распространением пятидесятнического движения, постепенно ставшего крупнейшей христианской конфессией страны.
Согласно первой переписи населения в независимой Гане (в 1960 году) 41 % населения принадлежали к христианству (в том числе 25 % протестанты, 13 % католики и 2 % пятидесятники). Доля христиан неуклонно росла (в 1970 году — 53 %; в 1985 — 62 %). По данным переписи 2000 года христиане составляли 68,8 % населения (пятидесятники и харизматы — 24,1 %; остальные протестанты — 18,6 %; католики — 11,5 %). Наконец, перепись 2010 года сообщила о 71,2 % христиан (пятидесятники и харизматы — 28,3 %; остальные протестанты — 18,4 %; католики — 13,1 %; другие христиане — 11,4 %).
В 1924 году часть христианских церквей организовали Христианский совет Золотого берега (сейчас — Христианский совет Ганы). В настоящий момент совет входит во Всемирный совет церквей. Часть консервативных евангельских церквей объединены в Национальную ассоциацию евангелистов Ганы (филиал Всемирного евангельского альянса).

## Католицизм
Католическая Церковь присутствует на территории страны с конца XV века. Однако широкое служение на территории Ганы было начато лишь в XIX веке. В 1879 году была создана апостольская префектура Золотого Берега.
По данным переписей населения доля католиков составляла 13 % (в 1960 году), 15,1 % (в 2000 году) и 13,1 % (в 2010 году). Католицизм наиболее распространён на побережье, в центральных регионах страны и среди ашанти. Территория страны разделена на 4 архиепархий и 1 апостольский викариат.

## Протестантизм
Первыми протестантами на территории Ганы были моравские братья и англикане (XVIII век), однако служение обеих групп первоначально было малоуспешным и прервалось. Постоянная миссионерская работа среди местного населения была начата лишь в 1828 году швейцарской Базельской миссией. В XIX и начале XX века в страну прибывают методистские, баптистские и адвентистские миссионеры. С середины XX века в Гане широко распространяется пятидесятничество.
В настоящее время крупнейшей протестантской группой в стране являются пятидесятники и независимые харизматы (6,9 млн или 28,3 % населения). Другими крупными конфессиями, насчитывающими несколько сот тысяч верующих каждая являются методисты, пресвитериане, Новоапостольская церковь и адвентисты седьмого дня.
С 1999 года в Гане работает Национальная ассоциация харизматических и христианских церквей.  

## Православие
В середине XX века в Гане существовала община православных греков, однако, после свержения первого президента независимой Ганы Кваме Нкрума все греки покинули страну. В 1970-х годах представители Александрийской православной церкви установили контакт с независимой протестантской группой, именующей себя Африканской вселенской православной кафолической церковью. В 1982 году данная организация присоединилась к Александрийской православной церкви, став Православной церковью Ганы. В 1997 году был рукоположен первый епископ церкви. Численность православных христиан в Гане оценивается в 3 тысячи человек.

## Маргинальное христианство
Примерно 270 тысяч жителей страны являются прихожанами общин маргинального христианства. Свидетели Иеговы начали проповедь в Гане в 1924 году. В настоящий момент организация заявляет о 200 тыс. верующих.
Церковь Иисуса Христа святых последних дней присутствует в стране с 1978 года и объединяют 52 тысячи человек. C 1897 года в стране действует Церковь Нового Иерусалима (сведенборгиане, 300 верующих).